# Hyperkomplexa tal
Hyperkomplexa tal är utvidgningar av de komplexa talen, såsom kvaternioner, oktonioner och sedenioner.
Liksom komplexa tal kan ses som punkter i ett plan, kan hyperkomplexa tal ses som punkter i Euklidiska rum med högre dimensioner (4 dimensioner för kvaternioner, 8 för oktonioner och 16 för sedenioner). Mer precist uttryckt bildar de n-dimensionella algebror på de reella talen. Inga av dessa utvidgningar bildar emellertid någon talkropp, eftersom en kropp av komplexa tal är algebraiskt sluten – se algebrans fundamentalsats.
Kvaternioner, oktonioner och sedenioner genereras av Cayley-Dicksons konstruktion. 
Ett annat exempel på hyperkomplexa tal är Cliffordalgebra.
Hyperkomplexa tal är element i ett hyperkomplext system, som uppstår genom att man i ett vektorrum eller en modul även definierar multiplikation mellan elementen. Exempel är de komplexa talen och de av W. Hamilton införda kvaternionerna. De senare utgjorde det första exemplet på ett algebraiskt system, i vilket den kommutativa lagen för multiplikation ej gäller, d. v. s. ab är inte nödvändigtvis = ba. 